# 摩根縣 (密蘇里州)
摩根县（英語：Morgan County）是美國密蘇里州中部的一個縣。面積1,590平方公里。根據美國2000年人口普查，共有人口19,309人。縣治凡爾賽 (Versailles)。
成立於1831年1月6日 (一說1833年)。縣名紀念美國獨立戰爭軍官、代表維吉尼亞州的眾議員丹尼爾·摩根。